# Margaret Laurence
Margaret Laurence, CC (* 18. Juli 1926 in Neepawa, Manitoba; † 5. Januar 1987 in Lakefield, Ontario) war eine kanadische Schriftstellerin. Bekannt wurde sie vor allem durch ihre Romane und Kurzgeschichten.

## Leben
Laurence wurde als Jean Margaret Wemys in einer Kleinstadt in Manitoba geboren. Sie wurde von ihrer Tante aufgezogen, nachdem ihre Eltern bereits in ihrer frühen Kindheit gestorben waren. Ihr Studium absolvierte sie an Winnipegs United College (heute University of Winnipeg) und arbeitete anschließend zunächst als Journalistin bei der Zeitung Winnipeg Citizen. 1947 heiratete sie den Ingenieur Jack Laurence; 1950 zog das Ehepaar nach Afrika, wo Jack Laurence zunächst in Somalia, dann in der damaligen britischen Kolonie Goldküste (heute Ghana) arbeitete. 1957 kehrte die Familie nach Kanada zurück. 1962 trennte sich Margaret Laurence von ihrem Ehemann und zog nach England. 1969 begann sie für einige Jahre, die Sommer über in einer verlassenen Waldhütte in Kanada zu leben, verbrachte die Winter aber weiterhin in England. Während dieser Zeit hatte sie außerdem Lehraufträge an verschiedenen kanadischen Universitäten inne. Im Jahr 1971 wurde sie zum Companion of the Order of Canada ernannt; drei Jahre später kehrte sie schließlich endgültig in ihr Heimatland zurück und ließ sich in Lakefield in der Provinz Ontario nieder. Zwischen 1981 und 1983 arbeitete sie an der Trent University in Peterborough (Ontario).
Neben ihrer schriftstellerischen und akademischen Tätigkeit engagierte sich Laurence auch in politischen Fragen; sie trat für nukleare Abrüstung und Umweltschutz sowie gegen Zensur ein. Nach Informationen ihres Biografen James King, die von Laurences Kindern bestätigt wurden, hatte sie zeit ihres Lebens mit Depressionen und Alkoholismus zu kämpfen. 1987 beging sie Suizid, nachdem bei ihr Lungenkrebs diagnostiziert worden war.

## Werk
Laurence begann ihre literarische Laufbahn in Afrika. 1954 veröffentlichte sie eine Sammlung somalischer Lyrik und Erzählungen, die sie ins Englische übersetzt oder auch nacherzählt hatte. Ihr erster eigener Roman, This Side Jordan, entstand in Kanada und befasste sich ebenfalls mit Afrika. Er behandelte die ghanaische Unabhängigkeitsbewegung. Auch in ihren folgenden Büchern griff sie afrikanische Handlungsorte immer wieder auf. Aus einem Tagebuch, dass sie in Somalia geführt hatte, machte sie den autobiografischen Roman The Prophet's Camel Bell. Als bestes Werk in dieser Schaffensperiode bewerten Kritiker ihre Erzählungen, die 1963 in dem Band The Tomorrow-Tamer zusammengefasst wurden. Der literarische Durchbruch gelang Laurence mit ihren späteren Romanen, die größtenteils in Kanada in der Gegend um ihren Geburtsort Neepawa spielen. Diese Romane werden bisweilen als „Manawaka-Serie“ bezeichnet. Die ersten drei Teile, The Stone Angel (1964), A Jest of God (1966) und The Fire-Dwellers (1969) schrieb Laurence noch in England nach der Trennung von ihrem Ehemann. Eine breite Leserschaft erreichte sie in Kanada, wo sich Laurence mit der Trilogie als eine der bekanntesten Schriftstellerinnen etablierte. The Stone Angel ist bis heute ihr meistgelesenes Werk und zählt zu den großen Werken der kanadischen Literatur. 1974 wurde die Manawaka-Serie mit The Diviners abgeschlossen, ein Roman, der verschiedene Figuren aus den früheren Teilen aufgreift und als ihr ambitioniertestes Werk gilt. Weitere Romane veröffentlichte sie danach nicht mehr; sie beschränkte sich auf Essays und Kinderbücher.
Der Fokus in Laurences Romanen liegt auf der Charakterdarstellung. Der Form misst sie nach eigenen Angaben nur insoweit Bedeutung bei, als sie einen Rahmen schaffen muss, in dem die Figuren dargestellt werden können. Diese Figuren sind dabei häufig Durchschnittsmenschen, die sich durch keine besonderen Eigenschaften auszeichnen; teilweise sind es alleinstehende Frauen in mittleren Jahren, teilweise auch Charaktere am Rande der Gesellschaft. Laurences großer Erfolg in Kanada wurde teils darauf zurückgeführt, dass sie Kanada als eigenständige kulturelle Region ernst nehme und so eine Identität schaffe, die unabhängig von der früheren Kolonialgeschichte sei. Diesen Fokus haben auch ihre frühen Werke aus Afrika, die größtenteils noch während der Kolonialzeit entstanden und den Kampf nach kultureller und politischer Unabhängigkeit thematisieren.
Laurence benutzt in ihren späteren Werken das literarische Register und die künstlerische Form der klassischen Moderne; mit dem Bewusstseinsstrom, dem inneren Monolog und dem Pendeln zwischen Präteritum und Präsens. Ihre Themen sind die Dialektik von Schuld und Anmaßung, das Unglück des gesellschaftlichen Aufstiegs und das Leben in der kanadischen Provinz des frühen 20. Jahrhunderts.
Für die Romane A Jest of God und The Diviners wurde Laurence jeweils mit dem Governor General’s Award for Fiction ausgezeichnet.

## Gedenken
Die kanadische Bundesregierung, vertreten durch den für das Historic Sites and Monuments Board of Canada zuständigen Minister, ehrte Laurence am 30. September 2014 für ihr Werk und erklärte sie zu einer „Person von nationaler historischer Bedeutung“. Im Zusammenhang mit der Würdigung hieß es, dass sie eine der angesehensten und beliebtesten Schriftsteller Kanadas ist.

## Bibliografie
- A Tree for Poverty (1954, als Herausgeberin; Anthologie somalischer Lyrik und Erzählungen)
- This Side Jordan (1960; Roman)
- The Tomorrow-Tamer (1963; Erzählungen)
  - Übers. Herbert Schlüter: Die Stimmen von Adamo. Zehn Erzählungen. Droemer Knaur, 1969
  - Einzelerz., Übers. Reinhild Böhnke: Der Weltentrommler, in: Gute Wanderschaft, mein Bruder. St. Benno Verlag, Leipzig 1986, S. 175–193
- The Prophet's Camel Bell (1963; Autobiografie)
- The Stone Angel (1964; Roman)
  - Übers. Herbert Schlüter: Der steinerne Engel. Roman. Droemer Knaur, 1965; wieder Reclam, Leipzig 1988 (The Stone Angel)
  - Übers. Monika Baark: Der steinerne Engel. Roman. Eisele-Verlag, 2020. ISBN 978-3-96161-115-7
- A Jest of God (1966; Roman), verfilmt 1968 als Die Liebe eines Sommers mit Joanne Woodward
  - Übers. Monika Baark:  Eine Laune Gottes. Roman. Eisele-Verlag, 2022. ISBN 978-3-96161-130-0

- Long Drums and Cannons: Nigerian Dramatists and Novelists 1952-1966 (1968, als Herausgeberin)
- The Fire-Dwellers (1969; Roman)
  - Übers. Monika Baark:  Das Glutnest. Roman. Eisele-Verlag, 2023.  ISBN 978-3961611744.
- A Bird in the House (1963; Erzählband)
  - Übers. Marlies Juhnke: Ein Vogel im Haus. Eine Kindheit in der kanadischen Prärie. Aufbau TB atv, Berlin 1992
  - Auszüge, Übers. Walter E. Riedel: Ein Vogel im Haus, in: Moderne Erzähler der Welt: Kanada. Edition Erdmann, 1976
  - Einzelerz. Übers. Marlies Juhnke: Pferde der Nacht, in: Kolumbus und die Riesendame. Aufbau atv, Berlin 1992, S. 41 – 65 (Horses of the night)
  - Einzelerz. Übers. Karl Heinrich: Die Seetaucher, in: Die weite Reise. Kanadische Erzählungen und Kurzgeschichten. Verlag Volk und Welt, 1974 (The Loons)
- Jason's Quest (1970; Kinderbuch)
- The Diviners (1974; Roman)
  - Auszug, Übers. Birgit Herrmann: Die Stätte des Unrats, in: Frauen in Kanada. Erzählungen und Gedichte. dtv, 1993 (The Nuisance Grounds)
- Heart of a Stranger (1976; Essayband)
- Six Darn Cows (1979; Kinderbuch)
- The Olden Days Coat (1980; Kinderbuch)
- A Christmas Birthday Story (1982; Kinderbuch)
- Dance on the Earth: A Memoir (1989; Autobiografie)

## Belege
1. 1 2  Robert L. Ross: Colonial and Postcolonial Fiction. An Anthology. Garland: New York 1999, S. 153f.
2. 1 2  Kristjana Gunnars: Eintrag zu Margaret Laurence, in Eugene Benson, L. W. Conolly (Hrsg.): Encyclopedia of Post-Colonial Literatures in English. Routledge, New York 1994, Bd. 1, S. 822ff.
3. ↑  Thomas Steinfeld: „Der steinerne Engel“ von Margaret Laurence. Abgerufen am 1. April 2021.
4. ↑  Laurence, Margaret - National Historic Person. In: Directory of Federal Heritage Designations. Parks Canada/Parcs Canada, abgerufen am 22. August 2022 (englisch).

| Personendaten    | Personendaten                      |
| ---------------- | ---------------------------------- |
| NAME             | Laurence, Margaret                 |
| ALTERNATIVNAMEN  | Wemys, Jean Margaret (Geburtsname) |
| KURZBESCHREIBUNG | kanadische Schriftstellerin        |
| GEBURTSDATUM     | 18. Juli 1926                      |
| GEBURTSORT       | Neepawa (Kanada)                   |
| STERBEDATUM      | 5. Januar 1987                     |
| STERBEORT        | Lakefield (Kanada)                 |